# Ceraphron fasciatus
Ceraphron fasciatus är en stekelart som beskrevs av Meunier 1917. Ceraphron fasciatus ingår i släktet Ceraphron och familjen pysslingsteklar. Inga underarter finns listade i Catalogue of Life.